# Hydra americana
Hydra americana är en nässeldjursart som beskrevs av Libbie Henrietta Hyman 1929. Hydra americana ingår i släktet Hydra och familjen Hydridae. Inga underarter finns listade i Catalogue of Life.